# Юзвинська волость
Юзвинська волость — історична адміністративно-територіальна одиниця Вінницького повіту Подільської губернії з центром у містечку Юзвин.
Станом на 1885 рік складалася з 22 поселень, 19 сільських громад. Населення — 13453 особи (6509 чоловічої статі та 6944 — жіночої), 1773 дворових господарства.
|                     | Площа, десятин | У тому числі орної, дес. |
| ------------------- | -------------- | ------------------------ |
| Сільських громад    | 14576          | 9397                     |
| Приватної власності | 14084          | 5594                     |
| Іншої власності     | 936            | 489                      |
| Загалом             | 29596          | 15480                    |

Основні поселення волості:
- Юзвин — колишнє власницьке містечко при річці Самець за 20 верст від повітового міста, 1510 осіб, 151 дворове господарство, православна церква, костел, синагога, школа, 4 постоялих двори, 5 постоялих будинків, 4 лавки, торгова баня, базари через 2 тижні. За 3 версти — залізнична станція Гнівань. За 14 верст — смоляний завод.
- Бохоники — колишнє власницьке село, 461 особа, 79 дворових господарств, православна церква, постоялий будинок, лавка, винокурний завод.
- Зарванці — колишнє власницьке село, 620 осіб, 123 дворових господарства, православна церква, постоялий будинок.
- Ільківка — колишнє власницьке село при річці Ровець, 672 особи, 58 дворових господарства, православна церква, школа, постоялий будинок, водяний млин.
- Ксаверівка — колишнє власницьке село, 332 особи, 38 дворових господарств, православна церква, школа, постоялий будинок, водяний млин.
- Людвиківка — колишнє власницьке село при річці Вишня, 330 осіб, 32 дворових господарства, лікарня (покійного лікаря Миколи Пирогова).
- Медвеже Вушко — колишнє власницьке село, 826 осіб, 127 дворових господарств, православна церква, школа, постоялий будинок.
- Пултівці — колишнє власницьке село при річці Ровець, 428 осіб, 72 дворових господарства, православна церква, школа, постоялий будинок, водяний млин.
- П'ятничани — колишнє власницьке село, 1074 осіб, 126 дворових господарств, православна церква, школа, постоялий будинок, 3 водяних млини, цегельний завод.
- Соборів (Сабурів) — колишнє власницьке село при річці Буг, 223 особи, 38 дворових господарств, православна церква, 2 водяних млини.
- Седлище — колишнє власницьке село при річці Буг, 1330 осіб, 171 дворове господарство, православна церква, католицька каплиця, 2 постоялих будинки, лавка.
- Тютьки — колишнє власницьке село при річці Буг, 515 осіб, 52 дворових господарства, постоялий будинок.
- Черлінків — колишнє власницьке село при річці Буг, 412 дворових господарств, православна церква, школа, постоялий будинок.
- Шереметка — колишнє власницьке село при річці Вишня, 350 осіб, 48 дворових господарств, православна церква, постоялий будинок.
- Широка Гребля — колишнє власницьке село, 700 осіб, 106 дворових господарств, православна церква, школа, постоялий будинок, лавка, водяний млин.
- Шкуринці — колишнє власницьке село, 420 осіб, 48 дворових господарств, православна церква, постоялий будинок.
- Юзвинський Майдан — колишнє власницьке село, 539 осіб, 68 дворових господарств, православна церква, школа, постоялий будинок.
- Якушинці — колишнє власницьке село, 550 осіб, 62 дворових господарства, православна церква, школа, постоялий будинок, водяний млин, цегельний завод.